# Gjergj Thopia
Gjergj Thopia foi um príncipe albanês. Reinou como lorde de Durrës de 1388 a 1392, ano em que foi requerido que retornasse Durrës à República de Veneza e faleceu no dia 26 de outubro.
Teve uma única filha, Helena.
Foi antecedido no trono por Carlos Thopia, no seu segundo mandado do mesmo, e sucedido por Jorge Castrioto.[carece de fontes?]